# 71e Primetime Emmy Awards
De 71e Primetime Emmy Awards, waarbij prijzen werden uitgereikt in verschillende categorieën voor de beste televisieprogramma's die in primetime op de Amerikaanse zenders werden uitgezonden tussen 1 juni 2018 en 31 mei 2019, vond plaats op 22 september 2019 in het Microsoft Theater in Los Angeles.
De genomineerden werden bekendgemaakt op 16 juli door D'Arcy Carden en Ken Jeong.

## Winnaars en genomineerden
De winnaars staan bovenaan in vet lettertype. Vermeld zijn de categorieën die werden uitgereikt tijdens de televisie-uitzending.

### Programma's
| Komedieserie (Outstanding Comedy Series) | Dramaserie (Outstanding Drama Series) |
| --- | --- |
| - Fleabag - Barry - The Good Place - The Marvelous Mrs. Maisel - Russian Doll - Schitt's Creek - Veep | - Game of Thrones - Better Call Saul - Bodyguard - Killing Eve - Ozark - Pose - Succession - This Is Us                                          |
| Miniserie (Outstanding Limited Series) | Televisiefilm (Outstanding Television Movie) |
| - Chernobyl - Escape at Dannemora - Fosse/Verdon - Sharp Objects - When They See Us | - Black Mirror: Bandersnatch - Brexit - Deadwood: The Movie - King Lear - My Dinner with Hervé                                                   |
| Variété talkshow (Outstanding Variety Talk Series) | Variété sketchshow (Outstanding Variety Sketch Series)                                                                                           |
| - Last Week Tonight with John Oliver - The Daily Show with Trevor Noah - Full Frontal with Samantha Bee - Jimmy Kimmel Live! - The Late Late Show with James Corden - The Late Show with Stephen Colbert | - Saturday Night Live - At Home with Amy Sedaris - Documentary Now! - Drunk History - I Love You, America with Sarah Silverman - Who Is America? |
| Reality competitie (Outstanding Reality-Competition Program) | |
| - RuPaul's Drag Race - The Amazing Race - American Ninja Warrior - Nailed It! - Top Chef - The Voice | |

### Acteurs

#### Hoofdrollen
| Mannelijke hoofdrol in een komedieserie (Outstanding Lead Actor in a Comedy Series) | Vrouwelijke hoofdrol in een komedieserie (Outstanding Lead Actress in a Comedy Series) |
| --- | --- |
| - Bill Hader als Barry – Barry - Anthony Anderson als Andre Johnson – Black-ish - Don Cheadle als Maurice Monroe – Black Monday - Ted Danson als Michael – The Good Place - Michael Douglas als Sandy Kominsky – The Kominsky Method - Eugene Levy als Johnny Rose – Schitt's Creek                             | - Phoebe Waller-Bridge als Fleabag – Fleabag - Christina Applegate als Jen – Dead to Me - Rachel Brosnahan als Miriam Maisel – The Marvelous Mrs. Maisel - Julia Louis-Dreyfus als Selina Meyer – Veep - Natasha Lyonne als Nadia – Russian Doll - Catherine O'Hara als Moira Rose – Schitt's Creek                                                        |
| Mannelijke hoofdrol in een dramaserie (Outstanding Lead Actor in a Drama Series) | Vrouwelijke hoofdrol in een dramaserie (Outstanding Lead Actress in a Drama Series) |
| - Billy Porter als Pray Tell – Pose - Jason Bateman als Martin Byrde – Ozark - Sterling K. Brown als Randall Pearson – This Is Us - Kit Harington als Jon Snow – Game of Thrones - Bob Odenkirk als Jimmy McGill – Better Call Saul - Milo Ventimiglia als Jack Pearson – This Is Us                            | - Jodie Comer als Villanelle – Killing Eve - Emilia Clarke als Daenerys Targaryen – Game of Thrones - Viola Davis als Annalise Keating – How to Get Away with Murder - Laura Linney als Wendy Byrde – Ozark - Mandy Moore als Rebecca Pearson – This Is Us - Sandra Oh als Eve Polastri – Killing Eve - Robin Wright als Claire Underwood – House of Cards |
| Mannelijke hoofdrol in een miniserie of televisiefilm (Outstanding Lead Actor in a Limited Series or Movie) | Vrouwelijke hoofdrol in een miniserie of televisiefilm (Outstanding Lead Actress in a Limited Series or Movie) |
| - Jharrel Jerome als Korey Wise – When They See Us - Mahershala Ali als Wayne Hays – True Detective - Benicio del Toro als Richard Matt – Escape at Dannemora - Hugh Grant als Jeremy Thorpe – A Very English Scandal - Jared Harris als Valery Legasov – Chernobyl - Sam Rockwell als Bob Fosse – Fosse/Verdon | - Michelle Williams als Gwen Verdon – Fosse/Verdon - Amy Adams als Camille Preaker – Sharp Objects - Patricia Arquette als Joyce Mitchell – Escape at Dannemora - Aunjanue Ellis als Sharonne Salaam – When They See Us - Joey King als Gypsy Rose Blanchard – The Act - Niecy Nash als Delores Wise – When They See Us                                    |

#### Bijrollen
| Mannelijke bijrol in een komedieserie (Outstanding Supporting Actor in a Comedy Series) | Vrouwelijke bijrol in een komedieserie (Outstanding Supporting Actress in a Comedy Series) |
| --- | --- |
| - Tony Shalhoub als Abe Weissman – The Marvelous Mrs. Maisel - Alan Arkin als Norman Newlander – The Kominsky Method - Anthony Carrigan als NoHo Hank – Barry - Tony Hale als Gary Walsh – Veep - Stephen Root als Monroe Fuches – Barry - Henry Winkler als Gene Cousineau – Barry                                                                                                   | - Alex Borstein als Susie Myerson – The Marvelous Mrs. Maisel - Anna Chlumsky als Amy Brookheimer – Veep - Sian Clifford als Claire – Fleabag - Olivia Colman als Godmother – Fleabag - Betty Gilpin als Debbie Eagan – GLOW - Sarah Goldberg als Sally Reed – Barry - Marin Hinkle als Rose Weissman – The Marvelous Mrs. Maisel - Kate McKinnon als diverse personages – Saturday Night Live |
| Mannelijke bijrol in een dramaserie (Outstanding Supporting Actor in a Drama Series) | Vrouwelijke bijrol in een dramaserie (Outstanding Supporting Actress in a Drama Series) |
| - Peter Dinklage als Tyrion Lannister – Game of Thrones - Alfie Allen als Theon Greyjoy – Game of Thrones - Jonathan Banks als Mike Ehrmantraut – Better Call Saul - Nikolaj Coster-Waldau als Jaime Lannister – Game of Thrones - Giancarlo Esposito als Gus Fring – Better Call Saul - Michael Kelly als Doug Stamper – House of Cards - Chris Sullivan als Toby Damon – This Is Us | - Julia Garner als Ruth Langmore – Ozark - Gwendoline Christie als Brienne of Tarth – Game of Thrones - Lena Headey als Cersei Lannister – Game of Thrones - Fiona Shaw als Carolyn Martens – Killing Eve - Sophie Turner als Sansa Stark – Game of Thrones - Maisie Williams als Arya Stark – Game of Thrones                                                                                 |
| Mannelijke bijrol in een miniserie of televisiefilm (Outstanding Supporting Actor in a Limited Series or Movie) | Vrouwelijke bijrol in een miniserie of televisiefilm (Outstanding Supporting Actress in a Limited Series or Movie) |
| - Ben Whishaw als Norman – A Very English Scandal - Asante Blackk als Kevin Richardson – When They See Us - Paul Dano als David Sweat – Escape at Dannemora - John Leguizamo als Raymond Santana, Sr. – When They See Us - Stellan Skarsgård als Boris Shcherbina – Chernobyl - Michael K. Williams als Bobby McCray – When They See Us                                               | - Patricia Arquette als Dee Dee Blanchard – The Act - Marsha Stephanie Blake als Linda McCray – When They See Us - Patricia Clarkson als Adora Crellin – Sharp Objects - Vera Farmiga als Elizabeth Lederer – When They See Us - Margaret Qualley als Ann Reinking – Fosse/Verdon - Emily Watson als Ulana Khomyuk – Chernobyl                                                                 |

### Regie
| Regie van een komedieserie (Outstanding Directing for a Comedy Series) | Regie van een dramaserie (Outstanding Directing for a Drama Series) |
| --- | --- |
| - Fleabag (Aflevering: "Episode 1") – Harry Bradbeer - Barry (Aflevering: "The Audition") – Alec Berg - Barry (Aflevering: "ronny/lily") – Bill Hader - The Big Bang Theory (Aflevering: "The Stockholm Syndrome") – Mark Cendrowski - The Marvelous Mrs. Maisel (Aflevering: "All Alone") – Amy Sherman-Palladino - The Marvelous Mrs. Maisel (Aflevering: "We're Going to the Catskills!") – Daniel Palladino | - Ozark (Aflevering: "Reparations") – Jason Bateman - Game of Thrones (Aflevering: "The Iron Throne") – David Benioff en D.B. Weiss - Game of Thrones (Aflevering: "The Last of the Starks") – David Nutter - Game of Thrones (Aflevering: "The Long Night") – Miguel Sapochnik - The Handmaid's Tale (Aflevering: "Holly") – Daina Reid - Killing Eve (Aflevering: "Desperate Times") – Lisa Brühlmann - Succession (Aflevering: "Celebration") – Adam McKay                                                                                |
| Regie van een miniserie, televisiefilm en "dramatic special" (Outstanding Directing for a Limited Series, Movie, or Dramatic Special) | Regie van een variété serie (Outstanding Directing for a Variety Series) |
| - Chernobyl – Johan Renck - Escape at Dannemora – Ben Stiller - Fosse/Verdon (Aflevering: "Glory") – Jessica Yu - Fosse/Verdon (Aflevering: "Who's Got the Pain") – Thomas Kail - A Very English Scandal – Stephen Frears - When They See Us – Ava DuVernay | - Saturday Night Live (Aflevering: "Host: Adam Sandler") – Don Roy King - Documentary Now! (Aflevering: "Waiting for the Artist") – Alex Buono en Rhys Thomas - Drunk History (Aflevering: "Are You Afraid of the Drunk?") – Derek Waters - Last Week Tonight with John Oliver (Aflevering: "Psychics") – Paul Pennolino - The Late Show with Stephen Colbert (Aflevering: "Live Midterm Election Show") – Jim Hoskinson - Who Is America? (Aflevering: "Episode 102") – Sacha Baron Cohen, Nathan Fielder, Daniel Gray Longino en Dan Mazer |

### Scenario
| Scenario voor een komedieserie (Outstanding Writing for a Comedy Series) | Scenario voor een dramaserie (Outstanding Writing for a Drama Series) |
| --- | --- |
| - Fleabag (Aflevering: "Episode 1") – Phoebe Waller-Bridge - Barry (Aflevering: "ronny/lily") – Alec Berg en Bill Hader - The Good Place (Aflevering: "Janet(s)") – Josh Siegal en Dylan Morgan - PEN15 (Aflevering: "Anna Ishii-Peters") – Maya Erskine en Anna Konkle - Russian Doll (Aflevering: "Nothing in This World Is Easy") – Natasha Lyonne, Leslye Headland en Amy Poehler - Russian Doll (Aflevering: "A Warm Body") – Allison Silverman - Veep (Aflevering: "Veep") – David Mandel | - Succession (Aflevering: "Nobody Is Ever Missing") – Jesse Armstrong - Better Call Saul (Aflevering: "Winner") – Peter Gould en Thomas Schnauz - Bodyguard (Aflevering: "Episode 1") – Jed Mercurio - Game of Thrones (Aflevering: "The Iron Throne") – David Benioff en D.B. Weiss - The Handmaid's Tale (Aflevering: "Holly") – Bruce Miller en Kira Snyder - Killing Eve (Aflevering: "Nice and Neat") – Emerald Fennell |
| Scenario voor een miniserie, televisiefilm en "dramatic special" (Outstanding Writing for a Limited Series, Movie, or Dramatic Special) | Scenario voor een varieté serie (Outstanding Writing for a Variety Series) |
| - Chernobyl – Craig Mazin - Escape at Dannemora (Aflevering: "Episode 6") – Brett Johnson, Michael Tolkin en Jerry Stahl - Escape at Dannemora (Aflevering: "Episode 7") – Brett Johnson en Michael Tolkin - Fosse/Verdon (Aflevering: "Providence") – Joel Fields en Steven Levenson - A Very English Scandal – Russell T Davies - When They See Us (Aflevering: "Part Four") – Ava DuVernay en Michael Starrbury                                                                              | - Last Week Tonight with John Oliver - Documentary Now! - Full Frontal with Samantha Bee - Late Night with Seth Meyers - The Late Show with Stephen Colbert - Saturday Night Live |